# Porcellio grandorii
Porcellio grandorii is een pissebed uit de familie Porcellionidae. De wetenschappelijke naam van de soort is voor het eerst geldig gepubliceerd in 1932 door Arcangeli.